# Anoeconeossa communis
Anoeconeossa communis är en insektsart som beskrevs av Taylor 1987. Anoeconeossa communis ingår i släktet Anoeconeossa och familjen rundbladloppor. Inga underarter finns listade i Catalogue of Life.